# Bodoquena
Bodoquena es un municipio brasileño ubicado en el centro oeste del estado de Mato Grosso do Sul. Fue fundado el 14 de diciembre de 1963 y elevado al estatus de municipio el 13 de mayo de 1980.
El clima es subtropical, la temperatura del mes más frío ronda entre los 15 y los 20°C, la duración del periodo seco es de 3 a 4 meses, las precipitaciones varían entre 1200 a 1500 mm anuales.
La economía se basa en el turismo, la agropecuaria y la industria, este último es responsable por el 40 % de la renta del municipio.

## Demografía
| Gráfica de evolución de Bodoquena entre 2006 y 2020 |
|                                                     |
| Fuente: IBGE.                                       |